# Ікс (одиниця)
Ікс (Х-одиниця) — одиниця довжини. 1 ікс-од. = 1,00206 х 10−13 м. Використовується у рентгеноструктурному аналізі для визначення довжини хвилі рентгенівського (пулюєвого) та гамма-проміння і параметрів кристалічної ґратки.